# Encarsia planchoniae
Encarsia planchoniae is een vliesvleugelig insect uit de familie Aphelinidae. De wetenschappelijke naam is voor het eerst geldig gepubliceerd in 1896 door Howard.